# بازی (فیلم ۲۰۰۶)
بازی (تلگویی: గేమ్) فیلمی در گونه درام و برشی از زندگی است که در سال ۲۰۰۶ منتشر شد.